# Lago Tschingelsee
O Lago Tschingelsee é um lago localizado junto a vila de Kiental no Cantão de Berna, Suíça. Este lago foi formado em 1972 durante um forte temporal. A partir de 1987, foi transformado numa área de reserva natural.